# Riforma monetaria di Caracalla
La Riforma monetaria di Caracalla o Antoniniana (dal nome dell'Imperatore Caracalla, ovvero Marco Aurelio Antonino), venne attuata attorno al 215, allo scopo di poter meglio sostenere una politica che vedeva nell'esercito romano la base del nuovo potere imperiale.

## Contesto storico
Tra il 14 (alla morte di Augusto) ed il 150 d.C. (sotto Antonino Pio)
il costo dell'esercito era cresciuto moderatamente (come percentuale del PIL), malgrado un incremento degli effettivi di circa il 46-47%: da 260.000 armati circa (senza considerare i 40.000 classiarii della marina militare romana) del 23, a 383.000 sotto Adriano, fino ad arrivare alla morte di Settimio Severo nel 211 a 442.000 soldati circa , questo perché la popolazione dell'impero, e quindi il PIL totale, aumentò sensibilmente (+35% circa).
Successivamente la percentuale del PIL dovuta alle spese per l'esercito crebbe di quasi la metà, sebbene l'aumento degli effettivi dell'esercito fu solo del 15% circa (dal 150 al 215). Ciò fu dovuto principalmente, sia al considerevole aumento della paga militare al tempo della dinastia dei Severi (vedi tabella sotto), sia alla peste antonina (che colpì l'Impero romano dal 166 al 185 circa), che gli storici epidemiologici hanno stimato aver ridotto la popolazione dell'impero tra il 15% ed il 30%.
Qui sotto trovate una tabella che riassume l'incremento della paga di un singolo legionario romano, dall'epoca di Augusto fino a quella di Caracalla, sulla base dei calcoli effettuati da alcuni studiosi moderni e dei pochi elementi letterari dell'epoca, dove si evidenzia un forte incremento generale della paga dell'esercito romano soprattutto durante i regni di Settimio Severo e Caracalla:
| Paga base annuale di un singolo legionario romano | Paga base annuale di un singolo legionario romano | Paga base annuale di un singolo legionario romano | Paga base annuale di un singolo legionario romano | Paga base annuale di un singolo legionario romano |
| Legione romana                                    | Augusto (in denarii)                              | Domiziano (in denarii)                            | Settimio Severo (in denarii)                      | Caracalla (in denarii)                            |
| ------------------------------------------------- | ------------------------------------------------- | ------------------------------------------------- | ------------------------------------------------- | ------------------------------------------------- |
| legionario romano (miles)                         | 225                                               | 300                                               | 450                                               | 675                                               |
| incremento % (da Augusto)                         | 0%                                                | +33%                                              | +100%                                             | +200%                                             |

Tuttavia, anche nel 215 i Romani spendevano una percentuale sul PIL simile a quella che oggi spende la difesa dell'unica superpotenza globale, gli Stati Uniti d'America, (pari al 3,5% del PIL nel 2003). Ma l'effettivo onere dei contribuenti, in un'economica pressoché agricola con una produzione in eccedenza veramente limitata (l'80% della popolazione imperiale dipendeva da un'agricoltura di sussistenza ed un ulteriore 10% dal reddito di sussistenza), era certamente molto più gravoso. Infatti, uno studio sulle imposte imperiali in Egitto, la provincia di gran lunga meglio documentata, ha stabilito che il gravame era piuttosto pesante.
| COSTO DELL'ESERCITO COME % SUL PIL DELL'IMPERO ROMANO | COSTO DELL'ESERCITO COME % SUL PIL DELL'IMPERO ROMANO | COSTO DELL'ESERCITO COME % SUL PIL DELL'IMPERO ROMANO | COSTO DELL'ESERCITO COME % SUL PIL DELL'IMPERO ROMANO | COSTO DELL'ESERCITO COME % SUL PIL DELL'IMPERO ROMANO | COSTO DELL'ESERCITO COME % SUL PIL DELL'IMPERO ROMANO |
| Data | Impero popolazione                                    | Impero PIL (milioni di denarii)(a)                    | Effettivi esercito                                    | Costo dell'esercito (milioni di denarii)(a)           | Costo dell'esercito (% del PIL)                       |
| --- | ----------------------------------------------------- | ----------------------------------------------------- | ----------------------------------------------------- | ----------------------------------------------------- | ----------------------------------------------------- |
| 14 d.C. | 46 milioni                                            | 5.000                                                 | 260.000                                               | 123                                                   | 2.5%                                                  |
| 150 d.C. | 61 milioni                                            | 6.800(b)                                              | 383.000                                               | 194(c)                                                | 2.9%                                                  |
| 215 d.C. | 50 milionis(d)                                        | 5.435(b)                                              | 442.000                                               | 223(c)                                                | '4.1%                                                 |
| Notes: (a) Valore costanti al 14 d.C. espressi in denarii, slegati da aumenti della paga militare per compensare la svalutazione monetaria (b) nell'ipotesi di una crescita trascurabile del PIL pro capite (normale per un'economia agricola) (c) Duncan-Jones costi degli anni 14-84 costi, inflazionati dall'aumento dell'esercito, assumendo anche bonus pagati agli ausiliari dopo l'84 (d) assumendo un declino del 22.5% nella popolazione, dovuto alla peste antonina degli anni 165-180 (media tra il 15-30%) |                                                       |                                                       |                                                       |                                                       |                                                       |

Le spese militari costituivano poi il 75% circa del bilancio totale statale, in quanto poca era la spesa "sociale", mentre tutto il resto era utilizzato in progetti di prestigiose costruzioni a Roma e nelle province; a ciò si aggiungeva un sussidio in grano per coloro che risultavano disoccupati, oltre ad aiuti al proletariato di Roma (congiaria) e sussidi alle famiglie italiche (simile ai moderni assegni familiari) per incoraggiarle a generare più figli.

## Principali novità della riforma: monete e pesi
| Aurei prima e dopo la riforma di Caracalla (215) | Aurei prima e dopo la riforma di Caracalla (215) | Aurei prima e dopo la riforma di Caracalla (215)                                 | Aurei prima e dopo la riforma di Caracalla (215) | Aurei prima e dopo la riforma di Caracalla (215) | Aurei prima e dopo la riforma di Caracalla (215) | Aurei prima e dopo la riforma di Caracalla (215)         |
| Immagine                                         | Valore                                           | Dritto                                                                           | Rovescio | Datazione                                        | Peso; diametro                                   | Catalogazione                                            |
| ------------------------------------------------ | ------------------------------------------------ | -------------------------------------------------------------------------------- | --- | ------------------------------------------------ | ------------------------------------------------ | -------------------------------------------------------- |
|                                                  | aureo                                            | ANTONINVS PIVS FEL AVG, testa laureata di Caracalla verso destra con corazza;    | VICTORIA GERMANICA, la Vittoria che avanza verso destra, tiene un trofeo nella sinistra appoggiato alla spalla sinistra ed una corona di alloro nella destra tesa in avanti. | 213, si riferisce alla vittoria sugli Alemanni;  | 7.46 gr, 1 h (zecca di Roma antica);             | RIC Caracalla, IV 237; Calicó 2833; BMCRE 64; Cohen 645. |
|                                                  | aureo                                            | ANTONINVS PIVS AVG GERM, testa laureata di Caracalla verso sinistra con corazza; | P M TR P XVIIII COS IIII P P, il Sole tiene le redini nella mano destra, la frusta nella mano sinistra e guida una quadriga verso sinistra.                                  | 216                                              | 21 mm, 6.43 gr, 7 h (zecca di Roma antica);      | RIC Caracalla, IV 282d; Calicó 2749; BMCRE 174.          |
| N.B.: Qui sopra alcuni esempi.                   |                                                  |                                                                                  | |                                                  |                                                  |                                                          |

L'aureo era già stato deprezzato da Nerone nel 64, passando nel tempo, poco a poco, da un peso teorico di 1/40 di libbra (epoca di Cesare) a 1/45 sotto Nerone, con una svalutazione dell'11%. Con Caracalla l'aureo venne svalutato di nuovo, portandolo ad 1/50 di libbra (6,54 g).
| Peso teorico degli Aurei: da Cesare alla riforma di Caracalla (215) | Peso teorico degli Aurei: da Cesare alla riforma di Caracalla (215) | Peso teorico degli Aurei: da Cesare alla riforma di Caracalla (215) | Peso teorico degli Aurei: da Cesare alla riforma di Caracalla (215) | Peso teorico degli Aurei: da Cesare alla riforma di Caracalla (215) | Peso teorico degli Aurei: da Cesare alla riforma di Caracalla (215) | Peso teorico degli Aurei: da Cesare alla riforma di Caracalla (215) | Peso teorico degli Aurei: da Cesare alla riforma di Caracalla (215) | Peso teorico degli Aurei: da Cesare alla riforma di Caracalla (215) | Peso teorico degli Aurei: da Cesare alla riforma di Caracalla (215) |
| Aureo                                                               | Cesare                                                              | Augusto (post 2 a.C.)                                               | Nerone (post 64)                                                    | Domiziano (82)                                                      | Domiziano (85)                                                      | Traiano                                                             | Settimio Severo                                                     | Caracalla (ante 215)                                                | Caracalla (post 215)                                                |
| ------------------------------------------------------------------- | ------------------------------------------------------------------- | ------------------------------------------------------------------- | ------------------------------------------------------------------- | ------------------------------------------------------------------- | ------------------------------------------------------------------- | ------------------------------------------------------------------- | ------------------------------------------------------------------- | ------------------------------------------------------------------- | ------------------------------------------------------------------- |
| Peso teorico: in libbre (=327,168 grammi)                           | 1/40                                                                | 1/42                                                                | 1/45                                                                | (1/42.2)                                                            | (1/43.3)                                                            | (1/44.8)                                                            | (1/45.4)                                                            | (1/43.9)                                                            | 1/50                                                                |
| Peso teorico: in grammi                                             | 8.179 grammi                                                        | 7.790 grammi                                                        | 7.270 grammi                                                        | 7.750 grammi                                                        | 7.550 grammi                                                        | 7.300 grammi                                                        | 7.200 grammi                                                        | 7.450 grammi                                                        | 6.543 grammi                                                        |

Riguardo invece al denario sappiamo che, sotto Cesare ed Augusto, aveva un peso teorico di circa 1/84 di libbra, ridotto da Nerone a 1/96 (pari ad una riduzione del peso della lega del 12,5%). Contemporaneamente, oltre alla riduzione del suo peso, vi era anche una riduzione del tuo titolo (% di argento presente nella lega), che passò dal 97-98% dell'epoca augustea al 93,5% (per una riduzione complessiva del solo argento del 16,5% ca). Il denario, infatti, continuò il suo declino durante tutto l'impero di Commodo e di Settimio Severo, tanto da vedere ridotto il proprio titolo a meno del 50% di argento.
| Peso teorico dei Denari: da Cesare alla riforma di Caracalla (215) | Peso teorico dei Denari: da Cesare alla riforma di Caracalla (215) | Peso teorico dei Denari: da Cesare alla riforma di Caracalla (215) | Peso teorico dei Denari: da Cesare alla riforma di Caracalla (215) | Peso teorico dei Denari: da Cesare alla riforma di Caracalla (215) | Peso teorico dei Denari: da Cesare alla riforma di Caracalla (215) | Peso teorico dei Denari: da Cesare alla riforma di Caracalla (215) | Peso teorico dei Denari: da Cesare alla riforma di Caracalla (215) | Peso teorico dei Denari: da Cesare alla riforma di Caracalla (215) |
| Denario                                                            | Cesare                                                             | Augusto (post 2 a.C.)                                              | Nerone (post 64)                                                   | Traiano                                                            | Marco Aurelio (post 170)                                           | Commodo                                                            | Settimio Severo (post 197)                                         | Caracalla (post 215)                                               |
| ------------------------------------------------------------------ | ------------------------------------------------------------------ | ------------------------------------------------------------------ | ------------------------------------------------------------------ | ------------------------------------------------------------------ | ------------------------------------------------------------------ | ------------------------------------------------------------------ | ------------------------------------------------------------------ | ------------------------------------------------------------------ |
| Peso teorico (della lega): in libbre (=327,168 grammi)             | 1/84                                                               | 1/84                                                               | 1/96                                                               | 1/99                                                               | 1/100                                                              | 1/111                                                              | 1/111                                                              | 1/105                                                              |
| Peso teorico (della lega): in grammi                               | 3.895 grammi                                                       | 3.895 grammi                                                       | 3.408 grammi                                                       | 3.305 grammi                                                       | 3.253 grammi                                                       | 2.947 grammi                                                       | 2.947 grammi                                                       | 3.116 grammi                                                       |
| % del titolo di solo argento:                                      | 98%                                                                | 97%                                                                | 93,5%                                                              | 89,0%                                                              | 79,0%                                                              | 73,5%                                                              | 58%                                                                | 46%                                                                |
| Peso teorico (argento): in grammi                                  | 3,817 grammi                                                       | 3,778 grammi                                                       | 3,186 grammi                                                       | 2,941 grammi                                                       | 2,570 grammi                                                       | 2.166 grammi                                                       | 1.710 grammi                                                       | 1,433 grammi                                                       |
|                                                                    |                                                                    |                                                                    |                                                                    |                                                                    |                                                                    |                                                                    |                                                                    |                                                                    |

Vennero, inoltre, introdotte monete con valore raddoppiato: il doppio aureo (o binione, che pesava attorno ai 13.30 grammi con un modulo di 24 mm) ed il doppio denario (o antoniniano argenteus), anche se per quest'ultimo non contenne mai più di 1,5 volte il contenuto d'argento del denario (per di più svalutato nel titolo al 50%). Comunque, mentre l'aureo riuscì ad avere una valutazione abbastanza stabile, anche l'antoniniano conobbe la stessa progressiva svalutazione vista col denario, fino a ridursi ad un contenuto d'argento del 2% al tempo di Aureliano.
| Denarii prima e dopo la riforma di Caracalla (215) | Denarii prima e dopo la riforma di Caracalla (215) | Denarii prima e dopo la riforma di Caracalla (215)                 | Denarii prima e dopo la riforma di Caracalla (215) | Denarii prima e dopo la riforma di Caracalla (215) | Denarii prima e dopo la riforma di Caracalla (215) | Denarii prima e dopo la riforma di Caracalla (215) |
| Immagine                                           | Valore                                             | Dritto                                                             | Rovescio | Datazione                                          | Peso; diametro                                     | Catalogazione                                      |
| -------------------------------------------------- | -------------------------------------------------- | ------------------------------------------------------------------ | --- | -------------------------------------------------- | -------------------------------------------------- | -------------------------------------------------- |
|                                                    | denario                                            | ANTONINVS PIVS AVG BRIT, testa laureata di Caracalla verso destra; | PONTIF TR P XIII COS III, Caracalla a cavallo che galoppa verso sinistra, per infilzare un nemico a terra.                                                                                     | 210                                                | 3.42 gr;                                           | RIC Caracalla, IV 118b; BMCRE 39; RSC 487.         |
|                                                    | denario                                            | ANTONINVS PIVS AVG GERM, testa laureata di Caracalla verso destra; | VIC PART P M TR P XX COS IIII P P, Caracalla in piedi verso sinistra, tiene un globo ed uno scettro, incoronato dalla Vittoria che sta dietro di lui; un prigioniero ai piedi dell'Imperatore. | 217                                                | 2.87 gr;                                           | RIC Caracalla, IV 299e; BMCRE 200 note; RSC 655.   |
| N.B.: Qui sopra alcuni esempi.                     |                                                    |                                                                    | |                                                    |                                                    |                                                    |

La moneta dell'antoniniano, introdotta da Caracalla all'inizio del 215, era completamente d'argento e simile al denario. Era leggermente più grande (1,5 volte il peso del denario, pari ad 1/64 di libbra = 5.11 grammi) e rappresentava l'imperatore che indossava una corona radiata, indicando così il suo valore doppio, come nel dupondio che valeva due assi. Negli Antoniniani che rappresentavano delle donne (di norma la moglie dell'imperatore), il busto era presentato poggiante su un crescente (mezzaluna). Anche se di valore doppio del denario, l'antoniniano non pesò mai più di 1,5 volte il peso del denario, che continuò ad essere emesso accanto all'antoniniano, fino al 240, quando scomparve, pur rimanendo nei documenti scritti come mera unità di conto.
| Antoniniani della riforma di Caracalla (215) | Antoniniani della riforma di Caracalla (215) | Antoniniani della riforma di Caracalla (215)                      | Antoniniani della riforma di Caracalla (215)                                                                                                  | Antoniniani della riforma di Caracalla (215) | Antoniniani della riforma di Caracalla (215) | Antoniniani della riforma di Caracalla (215) |
| Immagine                                     | Valore                                       | Dritto                                                            | Rovescio | Datazione                                    | Peso; diametro                               | Catalogazione                                |
| -------------------------------------------- | -------------------------------------------- | ----------------------------------------------------------------- | --- | -------------------------------------------- | -------------------------------------------- | -------------------------------------------- |
|                                              | antoniniano                                  | ANTONINVS PIVS AVG GERM, testa radiata di Caracalla verso destra; | VENVS VICTRIX, Venere in piedi di fronte, la testa verso sinistra, appoggiata ad uno scudo, tiene uno scettro ed una Vittoria sopra un globo. | 215                                          | 23 mm, 5.37 gr, 7 h;                         | RIC Caracalla, IV 311c; RSC 608a.            |
|                                              | antoniniano                                  | ANTONINVS PIVS AVG GERM, testa radiata di Caracalla verso destra; | P M TR P XVIII COS IIII P P, il Sole in piedi di fronte, la testa verso sinistra, tiene un globo e solleva il braccio destro verso l'alto.    | 216                                          | 23 mm, 4.95 gr, 7 h (zecca di Roma antica);  | RIC Caracalla, IV 281a; RSC 358 Cohen 358.   |
| N.B.: Qui sopra alcuni esempi.               |                                              |                                                                   | |                                              |                                              |                                              |

Riguardo infine alle monete in bronzo od altre leghe a base di rame, dopo la riforma monetaria di Nerone, venne abolita la monetazione in quadranti (sotto Traiano), mentre dupondi ed assi cominciarono ad essere prodotti sempre meno frequentemente, fino alla loro definitiva scomparsa nel corso del III secolo. Contemporaneamente nelle monete in oricalco, alla lega in zinco e rame, venne via via sostituita una nuova lega di piombo-rame, meno costosa.